# Elecciones provinciales de Argentina de 1985
Las elecciones provinciales de Argentina de 1985 tuvieron lugar el domingo 3 de noviembre del mencionado año, en dieciocho de los veinticuatro distritos electorales, al mismo tiempo que las elecciones legislativas en todo el país. Los comicios tenían como objetivo renovar la mitad de las legislaturas de catorce provincias, así como la mitad del Concejo Deliberante de la Capital Federal, y la totalidad del Poder Legislativo del Territorio nacional de la Tierra del Fuego, Antártida e Islas del Atlántico Sur, que fue el único distrito que renovó todas sus instituciones legislativas. En dos provincias (San Juan y Santiago del Estero) las legislaturas provinciales no se renovaban de manera escalonada pero la elección coincidió con comicios para Convencionales Constituyentes, que reformaron las respectivas constituciones provinciales. En Jujuy, Salta y La Rioja también se eligieron convencionales en conjunto con los diputados provinciales. No se renovaba ningún cargo de gobernador.
La cantidad de cargos a renovar varió por provincia. Algunas contaban con legislativos bicamerales, por lo que se debía elegir diputados y senadores provinciales, y otros con legislaturas unicamerales. En Córdoba, aunque el legislativo en aquel momento era bicameral, solo el Senado se renovaba, pues la Cámara de Diputados tenía mandato hasta 1987. Chubut, Entre Ríos, La Pampa, Neuquén, Río Negro y Santa Fe no renovaron ninguna institución provincial.
En consonancia con lo ocurrido en la elección nacional, la oficialista Unión Cívica Radical (UCR) obtuvo una amplia victoria, incluso en provincias gobernadas por el opositor Partido Justicialista (PJ), que solo logró imponerse en Formosa, La Rioja y en el territorio de Tierra del Fuego, arrebatando en este último la primera minoría en el legislativo local a la UCR. En algunos distritos, lo estrecho del resultado llevó a que se mantuvieran los legislativos provinciales en su composición de 1983. El Pacto Autonomista - Liberal triunfó en Corrientes, que renovaba diputados y senadores provinciales. Los cargos electos asumieron el 10 de diciembre de 1985.

## Cronograma
| Provincia           | Diputados | Senadores | Consulta popular | Convencionales |
| ------------------- | --------- | --------- | ---------------- | -------------- |
| Buenos Aires        | 46        | 23        | No elige         | No elige       |
| Capital Federal     | 30        | No elige  | No elige         | No elige       |
| Catamarca           | 17        | 8         | No elige         | No elige       |
| Chaco               | 16        | No elige  | No elige         | No elige       |
| Córdoba             | No elige  | 21        | No elige         | No elige       |
| Corrientes          | 13        | 4         | No elige         | No elige       |
| Formosa             | 15        | No elige  | No elige         | No elige       |
| Jujuy               | 15        | No elige  | No elige         | 30             |
| La Rioja            | 13        | No elige  | No elige         | 45             |
| Mendoza             | 25        | 19        | Sí               | No elige       |
| Misiones            | 20        | No elige  | No elige         | No elige       |
| Salta               | 66        | 12        | No elige         | 155            |
| San Juan            | No elige  | No elige  | No elige         | 30             |
| San Luis            | 15        | No elige  | No elige         | No elige       |
| Santa Cruz          | 12        | No elige  | No elige         | No elige       |
| Santiago del Estero | No elige  | No elige  | No elige         | 60             |
| Tierra del Fuego    | 15        | No elige  | No elige         | No elige       |
| Tucumán             | 20        | 10        | No elige         | No elige       |

## Buenos Aires

Secciones electorales de Buenos Aires:
1º Sección
2º Sección
3º Sección
4º Sección
5º Sección
6º Sección
7º Sección
8º Sección/Capital

| Sección Electoral | Cámara de Diputados | Cámara de Diputados | Senado    | Senado    |
| Sección Electoral | Diputados           | A renovar           | Senadores | A renovar |
| ----------------- | ------------------- | ------------------- | --------- | --------- |
| 1                 | 15                  | —                   | 8         | 8         |
| 2                 | 11                  | 11                  | 5         | —         |
| 3                 | 18                  | 18                  | 9         | —         |
| 4                 | 14                  | —                   | 7         | 7         |
| 5                 | 11                  | —                   | 5         | 5         |
| 6                 | 11                  | 11                  | 6         | —         |
| 7                 | 6                   | —                   | 3         | 3         |
| 8 - Capital       | 6                   | 6                   | 3         | —         |
| Total             | 92                  | 46                  | 46        | 23        |

### Cámara de Diputados

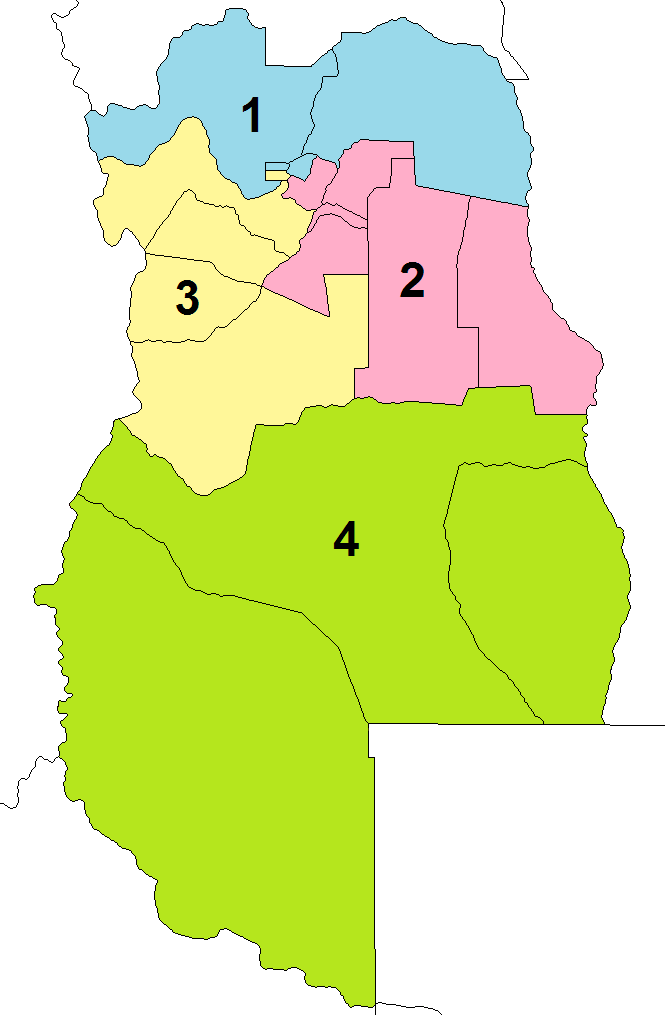
Secciones electorales de Mendoza:
1ª Sección
2ª Sección
3ª Sección
4ª Sección

|  | 39,90 % |

|  | 26,64 % |

|  | 11,78 % |

|  | 10,41 % |

|  | 3,84 % |

|  | 3,21 % |

|  | 1,69 % |

|  | 1,06 % |

|  | 0,52 % |

|  | 0,42 % |

|  | 0,32 % |

|  | 0,22 % |

|  | 97,97 % |

|  | 1,46 % |

|  | 0,57 % |

#### Resultados por secciones electorales
|  | 44,86 % |

|  | 24,11 % |

|  | 14,38 % |

|  | 5,60 % |

|  | 3,21 % |

|  | 2,39 % |

|  | 2,36 % |

|  | 1,29 % |

|  | 0,79 % |

|  | 0,52 % |

|  | 0,30 % |

|  | 0,19 % |

|  | 97,41 % |

|  | 1,99 % |

|  | 0,60 % |

|  | 36,80 % |

|  | 27,91 % |

|  | 12,88 % |

|  | 11,24 % |

|  | 4,71 % |

|  | 2,52 % |

|  | 1,61 % |

|  | 0,88 % |

|  | 0,50 % |

|  | 0,46 % |

|  | 0,26 % |

|  | 0,23 % |

|  | 98,14 % |

|  | 1,27 % |

|  | 0,59 % |

|  | 46,45 % |

|  | 24,88 % |

|  | 10,36 % |

|  | 7,40 % |

|  | 5,81 % |

|  | 2,31 % |

|  | 1,09 % |

|  | 0,69 % |

|  | 0,31 % |

|  | 0,30 % |

|  | 0,21 % |

|  | 0,19 % |

|  | 97,44 % |

|  | 2,04 % |

|  | 0,53 % |

|  | 47,24 % |

|  | 23,02 % |

|  | 10,18 % |

|  | 6,87 % |

|  | 4,63 % |

|  | 2,99 % |

|  | 1,92 % |

|  | 1,28 % |

|  | 0,95 % |

|  | 0,37 % |

|  | 0,30 % |

|  | 0,25 % |

|  | 98,09 % |

|  | 1,44 % |

|  | 0,47 % |

### Senado
|  | 43,18 % |

|  | 26,52 % |

|  | 9,05 % |

|  | 8,61 % |

|  | 4,84 % |

|  | 3,30 % |

|  | 1,84 % |

|  | 1,23 % |

|  | 0,52 % |

|  | 0,41 % |

|  | 0,27 % |

|  | 0,24 % |

|  | 97,59 % |

|  | 1,78 % |

|  | 0,64 % |

#### Resultados por secciones electorales
|  | 39,99 % |

|  | 26,46 % |

|  | 10,20 % |

|  | 9,24 % |

|  | 4,76 % |

|  | 4,39 % |

|  | 2,25 % |

|  | 0,95 % |

|  | 0,68 % |

|  | 0,50 % |

|  | 0,31 % |

|  | 0,28 % |

|  | 97,71 % |

|  | 1,61 % |

|  | 0,68 % |

|  | 47,85 % |

|  | 25,13 % |

|  | 10,21 % |

|  | 7,96 % |

|  | 4,10 % |

|  | 1,68 % |

|  | 1,40 % |

|  | 0,76 % |

|  | 0,30 % |

|  | 0,26 % |

|  | 0,24 % |

|  | 0,12 % |

|  | 97,56 % |

|  | 2,01 % |

|  | 0,43 % |

|  | 50,37 % |

|  | 25,74 % |

|  | 7,10 % |

|  | 6,26 % |

|  | 5,05 % |

|  | 2,54 % |

|  | 1,04 % |

|  | 0,93 % |

|  | 0,26 % |

|  | 0,24 % |

|  | 0,24 % |

|  | 0,23 % |

|  | 97,29 % |

|  | 2,05 % |

|  | 0,66 % |

|  | 47,53 % |

|  | 32,44 % |

|  | 6,57 % |

|  | 5,82 % |

|  | 4,29 % |

|  | 1,21 % |

|  | 1,15 % |

|  | 0,64 % |

|  | 0,22 % |

|  | 0,11 % |

|  | 0,03 % |

|  | 97,14 % |

|  | 2,36 % |

|  | 0,50 % |

## Capital Federal
|  | 41,77 % |

|  | 24,71 % |

|  | 11,09 % |

|  | 8,10 % |

|  | 5,45 % |

|  | 3,49 % |

|  | 1,82 % |

|  | 1,41 % |

|  | 1,01 % |

|  | 0,48 % |

|  | 0,33 % |

|  | 0,20 % |

|  | 0,08 % |

|  | 0,07 % |

|  | 98,95 % |

|  | 0,64 % |

|  | 0,41 % |

|  | 84,55 % |

|  | 100 % |

## Catamarca

### Cámara de Diputados
|  | 50,84 % |

|  | 43,78 % |

|  | 1,87 % |

|  | 1,23 % |

|  | 1,06 % |

|  | 0,53 % |

|  | 0,45 % |

|  | 0,24 % |

|  | 98,49 % |

|  | 1,23 % |

|  | 0,28 % |

|  | 82,84 % |

|  | 100 % |

### Cámara de Senadores
|  | 47,71 % |

|  | 47,41 % |

|  | 1,90 % |

|  | 1,34 % |

|  | 0,61 % |

|  | 0,60 % |

|  | 0,20 % |

|  | 0,17 % |

|  | 0,06 % |

|  | 98,10 % |

|  | 1,67 % |

|  | 0,23 % |

|  | 82,84 % |

|  | 100 % |

## Chaco
|  | 47,86 % |

|  | 44,37 % |

|  | 2,07 % |

|  | 1,58 % |

|  | 1,21 % |

|  | 0,98 % |

|  | 0,94 % |

|  | 0,52 % |

|  | 0,25 % |

|  | 0,21 % |

|  | 98,25 % |

|  | 1,42 % |

|  | 0,33 % |

|  | 75,92 % |

|  | 100 % |

## Córdoba
|  | 51,80 % |

|  | 36,43 % |

|  | 3,90 % |

|  | 3,49 % |

|  | 1,51 % |

|  | 1,38 % |

|  | 1,03 % |

|  | 0,26 % |

|  | 0,18 % |

|  | 97,72 % |

|  | 1,79 % |

|  | 0,49 % |

|  | 85,10 % |

|  | 100 % |

## Corrientes

### Cámara de Diputados
|  | 49,81 % |

|  | 24,04 % |

|  | 18,87 % |

|  | 3,54 % |

|  | 2,99 % |

|  | 0,57 % |

|  | 0,18 % |

|  | 98,21 % |

|  | 1,22 % |

|  | 0,56 % |

|  | 78,98 % |

|  | 100 % |

### Cámara de Senadores
|  | 50,17 % |

|  | 24,51 % |

|  | 19,13 % |

|  | 3,02 % |

|  | 2,42 % |

|  | 0,57 % |

|  | 0,18 % |

|  | 97,88 % |

|  | 1,56 % |

|  | 0,56 % |

|  | 78,98 % |

|  | 100 % |

## Formosa
|  | 44,95 % |

|  | 44,06 % |

|  | 6,09 % |

|  | 1,86 % |

|  | 0,65 % |

|  | 0,64 % |

|  | 0,42 % |

|  | 0,39 % |

|  | 0,35 % |

|  | 0,34 % |

|  | 0,25 % |

|  | 98,23 % |

|  | 1,01 % |

|  | 0,75 % |

|  | 74,39 % |

|  | 100 % |

## Jujuy

### Legislatura
|  | 33,97 % |

|  | 23,05 % |

|  | 20,29 % |

|  | 17,29 % |

|  | 1,84 % |

|  | 0,65 % |

|  | 0,61 % |

|  | 0,58 % |

|  | 0,47 % |

|  | 0,44 % |

|  | 0,41 % |

|  | 0,40 % |

|  | 97,16 % |

|  | 2,23 % |

|  | 0,61 % |

|  | 79,90 % |

|  | 100 % |

### Convención Constituyente
|  | 33,99 % |

|  | 23,24 % |

|  | 18,91 % |

|  | 16,86 % |

|  | 3,37 % |

|  | 0,70 % |

|  | 0,62 % |

|  | 0,58 % |

|  | 0,48 % |

|  | 0,45 % |

|  | 0,40 % |

|  | 0,40 % |

|  | 97,02 % |

|  | 2,26 % |

|  | 0,72 % |

|  | 79,90 % |

|  | 100 % |

## La Rioja

### Legislatura
| Departamento           | Diputados | A renovar |
| ---------------------- | --------- | --------- |
| Ángel V. Peñaloza      | 1         | —         |
| Arauco                 | 1         | —         |
| Belgrano               | 1         | —         |
| Capital                | 6         | 3         |
| Castro Barros          | 1         | 1         |
| Chilecito              | 3         | 1         |
| Facundo Quiroga        | 1         | 1         |
| Famatina               | 1         | 1         |
| Felipe Varela          | 1         | 1         |
| Gobernador Gordillo    | 1         | 1         |
| Independencia          | 1         | —         |
| Lamadrid               | 1         | —         |
| Ocampo                 | 1         | —         |
| Rosario Vera Peñaloza  | 2         | 2         |
| San Blas de los Sauces | 1         | —         |
| San Martín             | 1         | —         |
| Sanagasta              | 1         | 1         |
| Sarmiento              | 1         | 1         |
| Total                  | 26        | 13        |

|  | 52,07 % |

|  | 41,34 % |

|  | 1,77 % |

|  | 0,93 % |

|  | 0,89 % |

|  | 0,89 % |

|  | 0,78 % |

|  | 0,75 % |

|  | 0,59 % |

|  | 98,17 % |

|  | 1,49 % |

|  | 0,34 % |

|  | 82,44 % |

|  | 100 % |

#### Electos
| Departamento          | Diputado                    |
| --------------------- | --------------------------- |
| Capital               | Francisco César Gordillo    |
| Capital               | Leticia Guzmán de Cárdenas  |
| Capital               | Roberto Henry Sánchez       |
| Castro Barros         | Agustín Benjamín de la Vega |
| Chilecito             | Julián C. Juárez            |
| Facundo Quiroga       | Pedro Nicolás Pizarro       |
| Famatina              | Luis Beder Herrera          |
| Felipe Varela         | Eusebio N. Paéz             |
| Gobernador Gordillo   | Carlos Omar Menem           |
| Rosario Vera Peñaloza | Gelacio P. Flores           |
| Rosario Vera Peñaloza | Jorge Raúl Yalis            |
| Sanagasta             | Pedro José Páez             |
| Sarmiento             | Honorio Rodríguez           |

### Convención Constituyente
|  | 52,05 % |

|  | 42,65 % |

|  | 1,37 % |

|  | 0,78 % |

|  | 0,73 % |

|  | 0,70 % |

|  | 0,63 % |

|  | 0,62 % |

|  | 0,48 % |

|  | 97,85 % |

|  | 1,79 % |

|  | 0,36 % |

|  | 82,44 % |

|  | 100 % |

## Mendoza
| Sección Electoral | Cámara de Diputados | Cámara de Diputados | Cámara de Senadores | Cámara de Senadores |
| Sección Electoral | Diputados           | A renovar           | Senadores           | A renovar           |
| ----------------- | ------------------- | ------------------- | ------------------- | ------------------- |
| 1                 | 16                  | 8                   | 12                  | 6                   |
| 2                 | 12                  | 6                   | 10                  | 5                   |
| 3                 | 10                  | 5                   | 8                   | 4                   |
| 4                 | 10                  | 5                   | 8                   | 4                   |
| Total             | 48                  | 24                  | 38                  | 19                  |

### Consulta Popular
Consulta popular para aprobar cambios a la constitución provincial sobre abolir el colegio electoral para elegir gobernador, pasando a ser electo de forma directa.
|  | 90,89 % |

|  | 9,11 % |

|  | 82,77 % |

|  | 17,23 % |

|  | 85,97 % |

|  | 100 % |

### Cámara de Diputados
|  | 51,83 % |

|  | 26,05 % |

|  | 16,01 % |

|  | 1,86 % |

|  | 1,08 % |

|  | 1,02 % |

|  | 0,84 % |

|  | 0,73 % |

|  | 0,34 % |

|  | 0,24 % |

|  | 97,02 % |

|  | 2,49 % |

|  | 0,58 % |

|  | 85,97 % |

|  | 100 % |

#### Electos
| Sección Electoral | Diputado                  | Partido | Partido               |
| ----------------- | ------------------------- | ------- | --------------------- |
| 1ª                | Pedro Ramón Videla        |         | Unión Cívica Radical  |
| 1ª                | Alberto Eduardo Tonini    |         | Unión Cívica Radical  |
| 1ª                | Fernando Boulin           |         | Unión Cívica Radical  |
| 1ª                | José Luis Spadaro         |         | Unión Cívica Radical  |
| 1ª                | Armando Antonio Correa    |         | Unión Cívica Radical  |
| 1ª                | Jorge Antonio López       |         | Partido Justicialista |
| 1ª                | José Edmundo Segovia      |         | Partido Justicialista |
| 1ª                | Ariosto Joaquín Falaschi  |         | Partido Demócrata     |
| 2ª                | Hugo Nicolás Lanci        |         | Unión Cívica Radical  |
| 2ª                | Nicolás Roberto Sosa      |         | Unión Cívica Radical  |
| 2ª                | Armando Pérez             |         | Unión Cívica Radical  |
| 2ª                | Clemente Abraham Montaña  |         | Partido Justicialista |
| 2ª                | Félix Pesce               |         | Partido Justicialista |
| 2ª                | Mario Ciro Magistretti    |         | Partido Demócrata     |
| 3ª                | José Gabriel Duranti      |         | Unión Cívica Radical  |
| 3ª                | Miguel Ángel Morado       |         | Unión Cívica Radical  |
| 3ª                | Leopoldo Alberto Suárez   |         | Unión Cívica Radical  |
| 3ª                | Pablo Antonio Márquez     |         | Partido Justicialista |
| 3ª                | Richard Gustavo Bataggion |         | Partido Demócrata     |
| 4ª                | Roberto Saos              |         | Unión Cívica Radical  |
| 4ª                | Enrique Gaspar Zarlenga   |         | Unión Cívica Radical  |
| 4ª                | José Lorenzo Durán        |         | Unión Cívica Radical  |
| 4ª                | Carlos Eugenio Toyama     |         | Partido Justicialista |
| 4ª                | Andrés Martínez           |         | Partido Demócrata     |

### Cámara de Senadores
|  | 51,98 % |

|  | 26,05 % |

|  | 15,92 % |

|  | 1,85 % |

|  | 1,05 % |

|  | 1,03 % |

|  | 0,83 % |

|  | 0,70 % |

|  | 0,34 % |

|  | 0,24 % |

|  | 97,10 % |

|  | 2,40 % |

|  | 0,58 % |

|  | 85,97 % |

|  | 100 % |

#### Electos
| Sección Electoral | Senador                          | Partido | Partido                            |
| ----------------- | -------------------------------- | ------- | ---------------------------------- |
| 1ª                | Cyrlen Alberto Zabala            |         | Unión Cívica Radical               |
| 1ª                | Raúl Horacio Vicchi              |         | Unión Cívica Radical               |
| 1ª                | Carlos Francisco Abdón Caballero |         | Unión Cívica Radical               |
| 1ª                | Miguel Elso Lagos                |         | Unión Cívica Radical               |
| 1ª                | José Luis Martiarena             |         | Frente Justicialista de Liberación |
| 1ª                | Guillermo Gregorio Mosso         |         | Partido Demócrata                  |
| 2ª                | Roberto Berloin                  |         | Unión Cívica Radical               |
| 2ª                | Oscar Enrique Merin              |         | Unión Cívica Radical               |
| 2ª                | Juan Marcobich                   |         | Unión Cívica Radical               |
| 2ª                | Antonio Spano                    |         | Frente Justicialista de Liberación |
| 2ª                | Enrique Arnut                    |         | Partido Demócrata                  |
| 3ª                | Ricardo Díaz                     |         | Unión Cívica Radical               |
| 3ª                | Amado Osvaldo Isuani             |         | Unión Cívica Radical               |
| 3ª                | Arturo Daniel Galdamez           |         | Unión Cívica Radical               |
| 3ª                | Carlos Salvador Manno            |         | Frente Justicialista de Liberación |
| 4ª                | Carlos Omar Rodríguez            |         | Unión Cívica Radical               |
| 4ª                | Eduardo Luis Marengo             |         | Unión Cívica Radical               |
| 4ª                | Ricardo Humberto Olcese          |         | Unión Cívica Radical               |
| 4ª                | Jalil Naser                      |         | Frente Justicialista de Liberación |

## Misiones
|  | 54,81 % |

|  | 38,55 % |

|  | 1,79 % |

|  | 1,46 % |

|  | 1,27 % |

|  | 0,58 % |

|  | 0,46 % |

|  | 0,41 % |

|  | 0,41 % |

|  | 0,26 % |

|  | 98,08 % |

|  | 1,49 % |

|  | 0,43 % |

|  | 77,54 % |

|  | 100 % |

## Salta

### Cámara de Diputados
|  | 37,87 % |

|  | 35,44 % |

|  | 19,19 % |

|  | 4,00 % |

|  | 1,98 % |

|  | 0,54 % |

|  | 0,45 % |

|  | 0,28 % |

|  | 0,25 % |

|  | 96,89 % |

|  | 2,28 % |

|  | 0,83 % |

|  | 72,96 % |

|  | 100 % |

### Cámara de Senadores
|  | 38,83 % |

|  | 32,44 % |

|  | 22,72 % |

|  | 2,45 % |

|  | 1,67 % |

|  | 0,61 % |

|  | 0,56 % |

|  | 0,40 % |

|  | 0,32 % |

|  | 97,44 % |

|  | 1,66 % |

|  | 0,90 % |

|  | 45,06 % |

|  | 100 % |

### Convención Constituyente
|  | 37,01 % |

|  | 35,32 % |

|  | 19,59 % |

|  | 3,95 % |

|  | 2,58 % |

|  | 0,49 % |

|  | 0,53 % |

|  | 0,27 % |

|  | 0,25 % |

|  | 96,31 % |

|  | 2,87 % |

|  | 0,82 % |

|  | 76,62 % |

|  | 100 % |

## San Juan
|  | 45,39 % |

|  | 27,06 % |

|  | 19,89 % |

|  | 3,14 % |

|  | 2,74 % |

|  | 0,90 % |

|  | 0,41 % |

|  | 0,35 % |

|  | 0,12 % |

|  | 98,61 % |

|  | 0,77 % |

|  | 0,62 % |

|  | 85,94 % |

|  | 100 % |

## San Luis
|  | 49,08 % |

|  | 45,50 % |

|  | 2,51 % |

|  | 0,97 % |

|  | 0,91 % |

|  | 0,47 % |

|  | 0,29 % |

|  | 0,27 % |

|  | 98,54 % |

|  | 1,35 % |

|  | 0,11 % |

|  | 84,76 % |

|  | 100 % |

## Santa Cruz
|  | 47,28 % |

|  | 38,60 % |

|  | 8,21 % |

|  | 2,41 % |

|  | 1,70 % |

|  | 0,62 % |

|  | 0,48 % |

|  | 0,38 % |

|  | 0,33 % |

|  | 97,34 % |

|  | 1,32 % |

|  | 0,84 % |

|  | 79,66 % |

|  | 100 % |

## Santiago del Estero
|  | 49,58 % |

|  | 46,66 % |

|  | 1,49 % |

|  | 1,31 % |

|  | 0,97 % |

|  | 97,50 % |

|  | 2,07 % |

|  | 0,43 % |

|  | 67,72 % |

|  | 100 % |

## Tierra del Fuego
|  | 32,70 % |

|  | 31,03 % |

|  | 21,90 % |

|  | 5,44 % |

|  | 5,03 % |

|  | 1,50 % |

|  | 1,16 % |

|  | 0,84 % |

|  | 0,39 % |

|  | 94,77 % |

|  | 4,70 % |

|  | 0,52 % |

|  | 71,35 % |

|  | 100 % |

## Tucumán

### Cámara de Diputados
|  | 44,57 % |

|  | 43,89 % |

|  | 2,52 % |

|  | 1,66 % |

|  | 1,41 % |

|  | 1,32 % |

|  | 0,97 % |

|  | 0,89 % |

|  | 0,75 % |

|  | 0,50 % |

|  | 0,43 % |

|  | 0,39 % |

|  | 0,31 % |

|  | 0,22 % |

|  | 0,16 % |

|  | 98,44 % |

|  | 1,12 % |

|  | 0,43 % |

|  | 80,73 % |

|  | 100 % |

### Senado
|  | 45,10 % |

|  | 44,18 % |

|  | 2,11 % |

|  | 1,50 % |

|  | 1,40 % |

|  | 1,19 % |

|  | 0,98 % |

|  | 0,85 % |

|  | 0,76 % |

|  | 0,50 % |

|  | 0,40 % |

|  | 0,34 % |

|  | 0,31 % |

|  | 0,22 % |

|  | 0,16 % |

|  | 98,53 % |

|  | 1,04 % |

|  | 0,43 % |

|  | 80,73 % |

|  | 100 % |